# Venusia lilacina
Venusia lilacina là một loài bướm đêm trong họ Geometridae.